# Ceratocystis nothofagi
Ceratocystis nothofagi är en svampart som beskrevs av Butin 1984. Ceratocystis nothofagi ingår i släktet Ceratocystis och familjen Ceratocystidaceae.   Inga underarter finns listade i Catalogue of Life.